# 艾索萊恩山
83°31′S 157°36′E / 83.517°S 157.600°E
艾索萊恩山（英語：Isocline Hill）是南極洲的山丘，位於奧次地，屬於米勒嶺的一部分，處於馬爾什冰川西岸，海拔高度100至200米，由俄亥俄州立大學的地質學會命名，現時由南極條約體系管理。